# Эверест (хоккейный клуб)
«Эверест» (эст. HC Everest) — профессиональный хоккейный клуб, представляющий эстонский северо-восточный город Кохтла-Ярве. Выступает в Эстонской Хоккейной Лиге. Домашняя арена — Кохтла-Ярве Яаахалл — вмещает 1000 зрителей.

## История
Клуб зарегистрирован 19 декабря 2011 года.

## Известные хоккеисты
- Андрей Гаврилов
- Андрей Иванов
- Владимир Гущин
- Родион Галимзянов